# 布爾迪夫卡
46°48′25″N 30°26′12″E / 46.80694°N 30.43667°E
布爾迪夫卡（羅馬化：Burdivka）是位於烏克蘭西南部敖德萨州羅茲迪利納區羅茲迪利納市鎮 的村莊。該村始建於1824年，面積1.21平方公里，海拔高度79米，2001年人口764，人口密度每平方公里633.5人。